# Battaglia Terme
Battaglia Terme is een gemeente in de Italiaanse provincie Padua (regio Veneto) en telt 4154 inwoners (31-12-2004). De oppervlakte bedraagt 6,3 km², de bevolkingsdichtheid is 659 inwoners per km².

## Demografie
Battaglia Terme telt ongeveer 1707 huishoudens. Het aantal inwoners steeg in de periode 1991-2001 met 1,7% volgens cijfers uit de tienjaarlijkse volkstellingen van ISTAT.
| Jaar | Inwoneraantal |
| ---- | ------------- |
| 1991 | 4082          |
| 2001 | 4152          |

## Geografie
De gemeente ligt op ongeveer 11 m boven zeeniveau.
In de gemeente komen het Canale Battaglia en het Canale Bisatto bij elkaar. Het water van deze twee kanalen stroomt samen westwaarts via het Canale Vigenzone naar zee.
Battaglia Terme grenst aan de volgende gemeenten: Due Carrare, Galzignano Terme, Monselice, Montegrotto Terme, Pernumia.